# Fillo
Francisco Ortega Vargas dit Fillo ou El Fillo est un chanteur de flamenco de Puerto Real né vers 1820 et décédé à Séville le 4 février 1854,.  